# (914) Palisana
(914) Palisana ist ein Asteroid des Hauptgürtels, der am 4. Juli 1919 vom deutschen Astronomen Max Wolf entdeckt wurde. 
Der Himmelskörper ist nach Johann Palisa benannt, einem österreichischen Astronomen, der selbst eine Vielzahl von Asteroiden entdeckt hat.